# 11949 Kagayayutaka
Az 11949 Kagayajutaka (ideiglenes jelöléssel 1993 SD2) a Naprendszer fő kisbolygóövében található aszteroida. Endate Kin és Vatanabe Kazuró fedezte fel 1993. szeptember 19-én Kitamiban.
A kisbolygót Kagaja Jutaka digitális művészről nevezték el, aki 2000-ben elnyerte az amerikai „Digital Art Contest” aranyérmét.